# Tôm hùm ma
Panulirus penicillatus là một loài tôm rồng sống trên rạn đá và san hô cạn ở vùng Ấn Độ Dương-Thái Bình Dương nhiệt đới. Loài này có một phạm vi rất rộng và Liên minh Quốc tế Bảo tồn Thiên nhiên đã đánh giá tình trạng bảo tồn của loài này là "loài ít quan tâm".

## Phân bố
Panulirus penicillatus phân bố ở Ấn Độ Dương và Thái Bình Dương nhiệt đới và cận nhiệt đới. Phạm vi của phân bố kéo dài từ bờ biển phía đông của châu Phi và Biển Đỏ đến Thái Lan, Nhật Bản, Australia, các quần đảo Thái Bình Dương, quần đảo Galapagos và các đảo ngoài khơi bờ biển của Mexico. Chúng được tìm thấy trong vùng nước nông, thường ở độ sâu hơn 4 mét (13 ft) trên bề mặt đá, trên sườn ngoài của các rạn san hô và rãnh nước, nơi chúng ẩn ở các khe vào ban ngày và nổi lên vào ban đêm.